# سده ۳۱ (پیش از میلاد)
(سده سی‌ودوم پ.م. - سده سی‌ویکم پیش از میلاد مسیح - سده سیم پ.م. - سده‌های دیگر)
قرن ۳۱ پیش از میلاد، قرنی بود که از سال ۳۱۰۰ پیش از میلاد تا ۳۰۰۱ پیش از میلاد ادامه یافت.

## رخدادها
- حدود ۳۱۰۰ پیش از میلاد؟: زیگورات آنو و معبد سفید در اوروک ساخته شدند.[۱]
- حدود ۳۱۰۰ پیش از میلاد؟: دوره پیش از سلسله‌ها (نوسنگی) در مصر باستان پایان می‌یابد.[۲]
- حدود ۳۱۰۰ پیش از میلاد؟: دوره سلسله‌ای اولیه (باستانی) در مصر باستان آغاز می‌شود.[۲]
- حدود ۳۱۰۰ پیش از میلاد؟: اولین معبد تارشیِن توسط ساکنان نوسنگی مالت مورد استفاده قرار می‌گیرد.[۳]
- حدود ۳۱۰۰ پیش از میلاد؟: اولین مرحله در ساخت استون‌هنج.[۴]
- حدود ۳۱۰۰ پیش از میلاد: قدیمی‌ترین بنای خشتی در قاره آمریکا در پرو ساخته شد.
- ۳۱۰۰ (پیش از میلاد)؛ منس مصر باستان را متحد نمود.
- ۳۱۰۰ (پیش از میلاد)؛ آغاز دوره کهن در مصر باستان
- حدود ۳۱۰۰ تا ۲۶۰۰ پیش از میلاد: سکارا برای، جزایر اورکنی، اسکاتلند مسکونی می‌شود.[۵]
- حدود ۳۰۹۰ پیش از میلاد: نارمر (منس) مصر علیا و سفلی را در یک کشور متحد کرد؛ او بر این کشور جدید از ممفیس حکومت می‌کند.[۲]
- ۳۰۶۷ (پیش از میلاد)؛ جنگ مهابهارات برپایه UMASS Dartmouth
- حدود ۳۰۵۱ پیش از میلاد: قدیمی‌ترین موجود زنده‌ی کنونی، یک کاج زبرمیوه در گریت بیسین، در کوه‌های سفید کالیفرنیا جوانه می‌زند.

## چهره‌های سرشناس
- وازنر فرعون شاه کژدم پیش‌دودمانی مصر باستان
- نارمر بنیادگذار نخستین دودمان فرمانروایی در مصر باستان
- حورعحا جانشین نارمر.
- متوشالح پسر خنوخ(برپایه گاهشماری و باورهای یهودی)

## نوآوری‌ها و یافته‌ها
- اندیشه‌نگاشت چینی[نیازمند ابهام‌زدایی]
- سامانه زهکشی و پساب در هندوستان
- ساخت آب‌بند، کاریز و تندیسهای سنگی سبب بهره‌بردن از اهرم و سطح شیبدار در سومر شد.
- مس برای ساخت جنگ‌افزار و ابزار کار به کاررفت.
- سینیت، یکی از قدیمی‌ترین بازی‌های تخته‌ای شناخته‌شده در جهان، اختراع شد.
- حدود ۳۱۰۰ پیش از میلاد - اختراع خط در بین‌النهرین و مصر
- حکاکی‌های سنگی سیدنی مربوط به حدود ۳۰۰۰ سال قبل از میلاد مسیح (سیدنی، استرالیا) است.[۶]